# José Sanroma Aldea
José Sanroma Aldea, también conocido por camarada Intxausti, (Daimiel, 14 de diciembre de 1947) es un abogado español y antiguo militante comunista.

## Biografía
Procedente de una familia terrateniente de la comarca manchega de Daimiel, José Sanroma se crio en Madrid y fue al colegio de los Escolapios de San Antón. Se matriculó en la Universidad Central de Madrid, de la que se licenciaría en Derecho. En la universidad, no tardó en adquirir inquietudes políticas: fue delegado del Sindicato Democrático de Estudiantes y militó en el Partido Comunista de España. Fue detenido cuando preparaba una manifestación contra el Proceso de Burgos, y pasó dos meses en la Cárcel de Carabanchel, donde conoció a varios militantes del partido maoísta Organización Revolucionaria de Trabajadores (ORT).

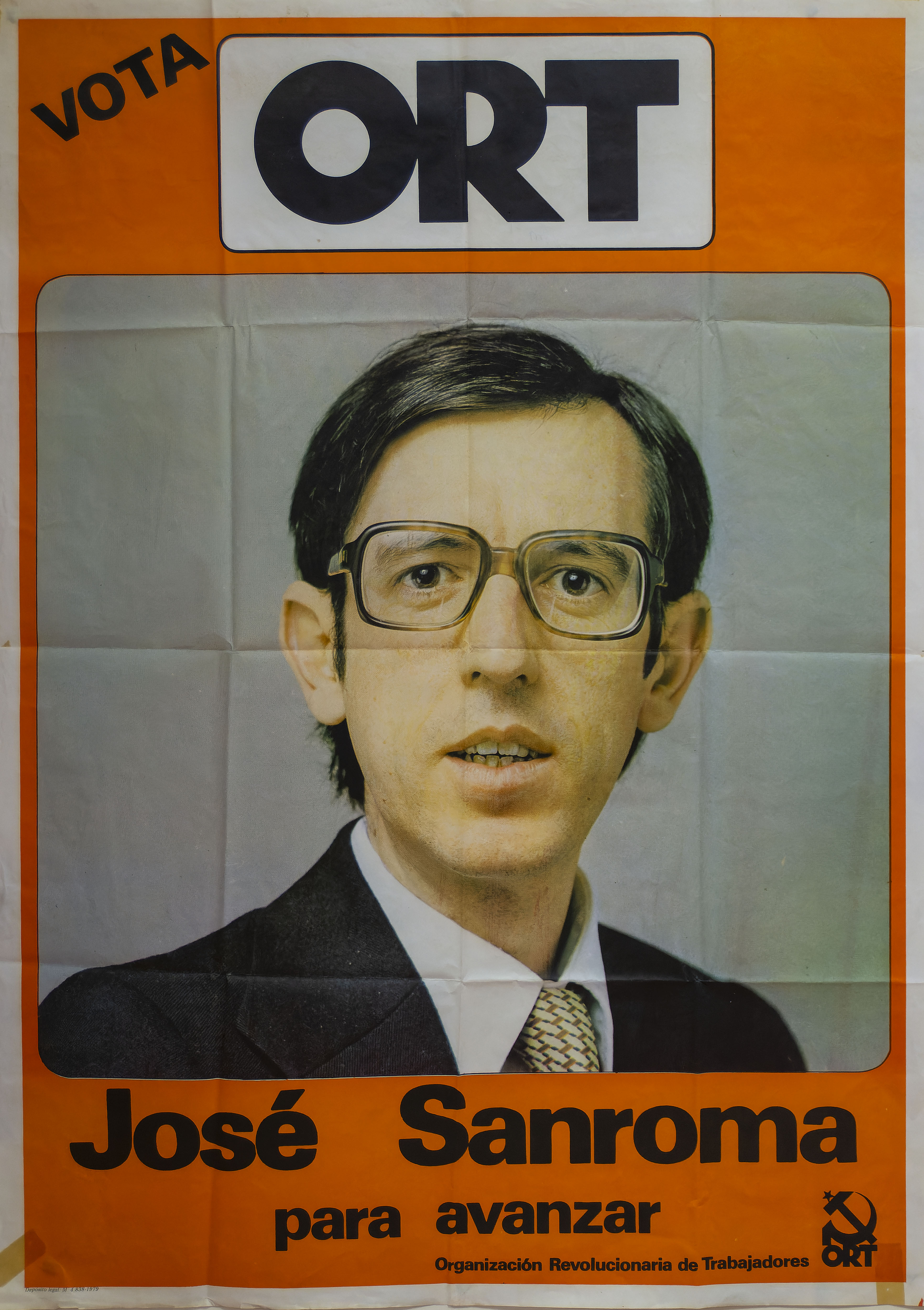
Cartel electoral de la ORT. 1979

Una vez fuera de la cárcel, Sanroma se afilió a la ORT, donde adoptaría el alias de "camarada Intxausti" durante los últimos años del franquismo y durante la Transición, sin que su identidad real fuese inicialmente conocida. Dentro de la ORT, Intxausti creó el diario En Lucha y la editorial Emiliano Escolar. En 1974 fue elegido secretario general. Participó en la fusión de la ORT con el Partido del Trabajo de España, que resultó en la creación del Partido de los Trabajadores (ORT-PTE) en 1979, a cuyo secretariado político perteneció. En 1980, tras el fracaso del partido en las elecciones municipales, Sanroma dejó la política activa.
Ejerció la abogacía durante 10 años, y en 1990 ingresó en el PSOE. En 1996 fue nombrado presidente del Consejo Consultivo de Castilla-La Mancha, puesto en el que permaneció hasta 2011.